# Geothrix paludis
Geothrix paludis es una especie de  bacteria gramnegativa del género Geothrix. Fue descrita en el año 2023. Su etimología hace referencia a pantano. Es anaerobia e inmóvil. Forma colonias pequeñas, circulares y de color naranja en agar R2A. Temperatura de crecimiento entre 20-35 °C, óptima de 30 °C. Catalasa y oxidasa negativas. Tiene un contenido de G+C de 68,1%. Se ha aislado del suelo de un arrozal en la provincia de Fujian, China. 